# Överladdning

## Förbränningsmotor
Överladdning av en förbränningsmotor innebär att man skapar ett övertryck vid motorns insugningsrör, vilket gör att man för en given motorstorlek kan tillföra mer bränsle och luft och få högre effekt.
Överladdning sker ofta med hjälp av en avgasdriven turbin, turbo, vilket i viss mån tar till vara energi i avgaserna och ger höjd toppeffekt vid höga motorvarvtal.
Överladdning kan också ske med en mekaniskt driven kompressor som tar i anspråk en mindre andel av motoreffekten, men ger förbättrad effekt och vridmoment vid låga motorvarvtal.
En förbränningsmotor utan överladdning kallas ibland för sugmotor.

## Batterier
Överladdning av ett elektriskt batteri innebär att laddningen fortsätter trots att batteriet är fullt laddat, eller sker med alltför hög spänning och/eller ström.
Överladdning av blybatterier ger bildning av knallgas vilket vid bristande ventilation kan ge risk för explosion. Det ger också förkortad livslängd hos de inre blydetaljerna i batteriet.
Överladdning av litiumjon-batterier kan ge överhettning och brand.